# بريسيلا هرنانديز
بريسيلا هرنانديز (بالإسبانية: Priscilla Hernández)‏ هي رسامة توضيحية ومغنية مؤلفة ومغنية إسبانية، ولدت في 1984 في لا بالما في إسبانيا.

## وصلات خارجية
- الموقع الرسمي
- بريسيلا هرنانديز على موقع ميوزك برينز (الإنجليزية)
- بريسيلا هرنانديز على موقع ديسكوغز (الإنجليزية)